# Пюи-Саньер
Пюи-Санье́р (фр. Puy-Sanières, окс. Puei Sanheras) — коммуна во Франции, находится в регионе Прованс — Альпы — Лазурный Берег. Департамент коммуны — Верхние Альпы. Входит в состав кантона Савин-ле-Лак. Округ коммуны — Гап.
Код INSEE коммуны — 05111.

## Население
Население коммуны на 2008 год составляло 220 человек.
| 1962 | 1968 | 1975 | 1982 | 1990 | 1999 | 2008 |
| ---- | ---- | ---- | ---- | ---- | ---- | ---- |
| 42   | 78   | 66   | 31   | 106  | 155  | 220  |

## Экономика
В 2007 году среди 133 человек в трудоспособном возрасте (15—64 лет) 94 были экономически активными, 39 — неактивными (показатель активности — 70,7 %, в 1999 году было 71,4 %). Из 94 активных работали 92 человека (46 мужчин и 46 женщин), безработными были 2 женщины. Среди 39 неактивных 5 человек были учениками или студентами, 24 — пенсионерами, 10 были неактивными по другим причинам.
- Пюи-Саньер
- Вид на долину
- Церковь
- Часовня